# Hans Riese
Hans Wilhelm Ernst Heinrich Riese (* 13. November 1868 in Berlin; † 13. September 1940 ebenda) war ein deutscher Manager.

## Leben und Werk
Er war der Sohn von Heinrich Riese.
Riese arbeitete bis 1900 im Staatsdienst, von 1900 bis 1910 war er Vorstand des Berliner Beamten-Wohnungs-Vereins.
Riese war seit 1924 Generaldirektor der Nordstern-Versicherung in Berlin.
Zudem stand er von 1930 bis 1931 dem Reichsverband der Privatversicherung vor.